# Axel Thufason
Martin Axel Thufason (Copenhague, 11 de novembro de 1889 - 25 de dezembro de 1962) foi um futebolista dinamarquês, medalhista olímpico.
Axel Thufason competiu nos Jogos Olímpicos de Verão de 1912 em Estocolmo. Ele ganhou a medalha de prata.